# Šemnice
Šemnice (en allemand : Schömitz) est une commune du district et de la région de Karlovy Vary, en Tchéquie. Sa population s'élevait à 673 habitants en 2020.

## Géographie
Šemnice se trouve à 8 km à l'est de Karlovy Vary et à 106 km à l'ouest de Prague.
La commune est limitée par Sadov au nord, par Kyselka et la zone militaire de Hradiště à l'est, par Andělská Hora au sud et par Karlovy Vary à l'ouest.

## Histoire
La première mention écrite de la localité date de 1239.

## Administration
La commune se compose de quatre quartiers :
- Dubina
- Pulovice
- Sedlečko
- Šemnice